# Torneio Play-in da NBA
O Torneio Play-in da NBA é o torneio preliminar da pós-temporada da National Basketball Association (NBA). Ele determina as duas últimas vagas (seeds) dos playoffs na Conferência Leste e da Conferência Oeste e é disputado imediatamente antes da primeira fase dos Playoffs da NBA, que é o principal torneio para determinar o campeão da temporada e é considerado pela liga como uma fase da pós-temporada distinta do Torneio Play-In. As equipes que terminam a temporada regular nas posições (seeds) de 7 a 10 na classificação de cada conferência competem para determinar o número 7 e 8 da classificação definitiva dos times classificados aos playoffs em cada chave de cada conferência.

## Formato

### Formato original
Em 4 de junho de 2020, o Conselho de Governadores da NBA aprovou o primeiro jogo play-in para a temporada 2019-20. O jogo fazia parte dos planos da NBA para a bolha disputada em 2020 como parte de seu retorno aos jogos durante a pandemia de COVID-19. Se os times em 8 e 9 na classificação de cada uma das conferências estivessem a quatro jogos uma da outra, os dois times nestas posições jogariam entre si em um jogo play-in. O formato era o seguinte: se o cabeça-de-chave 8 ganhasse o jogo, avançaria para os playoffs. Se o 9º cabeça-de-chave vencesse, um segundo jogo seria disputado. Somente se o 9º cabeça-de-chave vencesse o segundo jogo, ele avançaria para os playoffs.

### Formato atual
Em 19 de novembro de 2020, o Conselho de Governadores da NBA aprovou um novo formato para a pós-temporada da temporada 2020-21 para ter um torneio play-in envolvendo as equipes classificadas nas colocações de sétimo a décimo em cada uma das conferências. Em 22 de julho de 2022, o Conselho de Governadores da NBA tornou esse formato permanente.
O formato é semelhante às duas primeiras rodadas do sistema Page-McIntyre para um torneio eliminatório entre quatro times. A equipe classificada em nono lugar recebe a equipe do décimo lugar em um mata-mata. O sétimo colocado recebe o oitavo colocado no jogo de chance dupla, com o vencedor avançando como o sétimo colocado geral. O perdedor deste jogo recebe o vencedor do jogo eliminatório entre o nono e o décimo colocados para determinar o oitavo cabeça-de-chave. O formato de playoff regular da NBA continua inalterado.

O chaveamento atual de cada conferência é o seguinte:
|  | Jogos de Play-in | Jogos de Play-in | Jogos de Play-in        |      |       | Jogo do seed #8        | Jogo do seed #8 | Jogo do seed #8 |              |                             | Jogo do seed final | Jogo do seed final     | Jogo do seed final |
|  |                  |                  |                         |      |       |                        |                 |                 |              |                             |                    |                        |                    |
|  | 7º               | Time1            | Casa                    |      |       |                        |                 |                 |              |                             |                    |                        |                    |
|  | 8º               | Time2            | Fora                    |      |       |                        |                 |                 |              |                             | 7º/8º              | Vencedor do jogo 7º/8º | Seed #7            |
|  |                  |                  |                         |      | 7º/8º | Perdedor do jogo 7º/8º | Casa            |                 | 7º/8º/9º/10º | Vencedor do jogo do seed #8 | Seed #8            |                        |                    |
|  |                  | 9º/10º           | Vencedor do jogo 9º/10º | Fora |       |                        |                 |                 |              |                             |                    |                        |                    |
|  | 9º               | Time3            | Casa                    |      |       |                        |                 |                 |              |                             |                    |                        |                    |
|  | 10º              | Time4            | Fora                    |      |       |                        |                 |                 |              |                             |                    |                        |                    |

## Resultados por posição
A tabela abaixo mostra os resultados das equipes por posição na conferência que participaram do torneio play-in, desde que a NBA adotou o formato atual para o torneio em 2021.
| Posição | Recorde por jogo | Recorde por jogo  | Seed do playoff resultante | Seed do playoff resultante | Seed do playoff resultante |
| Posição | Jogo Play-in     | Jogo do seed nº 8 | Seed nº 7                  | Seed nº 8                  | Não avançou                |
| ------- | ---------------- | ----------------- | -------------------------- | -------------------------- | -------------------------- |
| 7       | 5–1              | 1–0               | 5                          | 1                          | 0                          |
| 8       | 1–5              | 2–3               | 1                          | 2                          | 3                          |
| 9       | 4–2              | 3–1               |                            | 3                          | 3                          |
| 10      | 2–4              | 0–2               |                            | 0                          | 6                          |

Atualizado após o jogo Oklahoma City Thunder x Minnesota Timberwolves em abril de 2023